# Orlando Vici
Orlando Vici est un cheval de course français appartenant à l'écurie AB Trot et entraîné par Fabrice Souloy. Il participe aux courses de trot.
Né en 2002 chez Jack Doliveux, il est le fils de Quadrophenio et d'Irlande du Nord (par Workaholic).

## Carrière de courses
Le 6 mai 2006, associé à Jean-Michel Bazire, il remporte le Critérium des 4 ans à l'issue d'une course très spectaculaire. Se montrant fautif au départ, il perd une trentaine de mètres sur ses principaux adversaires, en particulier sur Opus Viervil, favori de la course. Profitant d'une faible allure du peloton, il fait un effort dans la descente et se porte en tête. Il se lance à l'entrée de la ligne droite et parvient à conserver la tête, profitant de la baisse de régime d'Opus Viervil, et résistant de justesse au retour d'Olitro. Il réalise ainsi le doublé peu fréquent Critérium des 3 ans - Critérium des 4 ans.

## Palmarès
- Critérium des 3 ans (2005)
- Critérium des 4 ans (2006)
- Prix Abel Bassigny (2005)
- Prix Jules Thibault (2006)
- Prix Ephrem Houel (2006)
- Prix de Tonnac-Villeneuve (2006)
- Prix de Genève (2006)
- 2e Prix de l'Étoile (2005)
- 2e Prix de Sélection (2006)
- 2e Prix Gaston Brunet (2006)

## Au haras
Orlando Vici est notamment le père du champion Un Mec d'Héripré 1'09 (Critérium Continental, Prix René Ballière, Åby Stora Pris, Championnat Européen des 5 ans, 3e Elitloppet...) et de Looking Superb 1'10 (Prix Ténor de Baune, 2e Prix d'Amérique)

## Origines
| Origines de Orlando Vici | Origines de Orlando Vici | Origines de Orlando Vici | Origines de Orlando Vici |
| ------------------------ | ------------------------ | ------------------------ | ------------------------ |
| Père Quadrophénio        | Dekeel                   | Rex Grandchamp           | Luth Grandchamp          |
| Père Quadrophénio        | Dekeel                   | Rex Grandchamp           | Maya Grandchamp          |
| Père Quadrophénio        | Dekeel                   | Keel                     | Quiroga II               |
| Père Quadrophénio        | Dekeel                   | Keel                     | Dragonne III             |
| Père Quadrophénio        | Halte à la Biche         | Valiant P                | Fandango                 |
| Père Quadrophénio        | Halte à la Biche         | Valiant P                | Idylle                   |
| Père Quadrophénio        | Halte à la Biche         | Sa Biche                 | Petit Jean III           |
| Père Quadrophénio        | Halte à la Biche         | Sa Biche                 | Illusion                 |
| Mère Irlande du Nord     | Workhaolic               | Speedy Crown             | Speedy Scot              |
| Mère Irlande du Nord     | Workhaolic               | Speedy Crown             | Missile Toe              |
| Mère Irlande du Nord     | Workhaolic               | Ah So                    | Speedy Count             |
| Mère Irlande du Nord     | Workhaolic               | Ah So                    | Lalita Hanover           |
| Mère Irlande du Nord     | Querbella                | Chambon                  | Kerjacques               |
| Mère Irlande du Nord     | Querbella                | Chambon                  | Plombière                |
| Mère Irlande du Nord     | Querbella                | Divine II                | Hermès D                 |
| Mère Irlande du Nord     | Querbella                | Divine II                | Impérial B               |